# Tiliacea
Tiliacea is een geslacht van vlinders uit de familie van de Uilen (Noctuidae).

## Soorten
- Tiliacea aurago Denis & Schiffermüller, 1775 - saffraangouduil
- Tiliacea citrago Linnaeus, 1758 - lindegouduil
- Tiliacea cypreago (Hampson, 1906)
- Tiliacea sulphurago (Denis & Schiffermüller, 1775)